# اكواتوب الرمال البيضاء
اكواتوب الرمال البيضاء (بالإنجليزية: The Aquatope on White Sand)‏ هو مسلسل أنمي من إنتاج P.A.Works عرض في يوليو حتى ديسمبر 2021.